# Paracyathus pruinosus
Paracyathus pruinosus är en korallart som beskrevs av Alcock 1902. Paracyathus pruinosus ingår i släktet Paracyathus och familjen Caryophylliidae. Inga underarter finns listade i Catalogue of Life.